# Mitsubishi Ki-21
Le Mitsubishi Ki-21 (en japonais : 九七式重爆撃機), désigné « Sally » par les Alliés, était un bombardier japonais des années 1930, qui fut utilisé de manière intensive pendant la Seconde Guerre mondiale. Moins célèbre que d'autres bombardiers japonais, il fut cependant la bonne-à-tout-faire de l'armée de terre japonaise pendant toute la durée du conflit. En février 1941, la force aérienne impériale du Manchukuo reçu 6 appareils pour appuyer les raids sur la Mongolie.

## Conception
Le Ki-21 était destiné à remplacer le Mitsubishi Ki-20 et le Mitsubishi Ki-1, deux bombardiers lourds mis en service au début des années 1930.
Le premier prototype qui vola le 18 décembre 1936 avait de bonnes caractéristiques de base mais le long choix des moteurs retarda sa mise en service et la production des premiers Ki-21-Ia ne démarra qu'en novembre 1937. Le Ki-21 fut utilisé à partir de 1938 et, malgré son infériorité grandissante, jusqu'à la fin de la guerre du Pacifique en 1945.

## En service

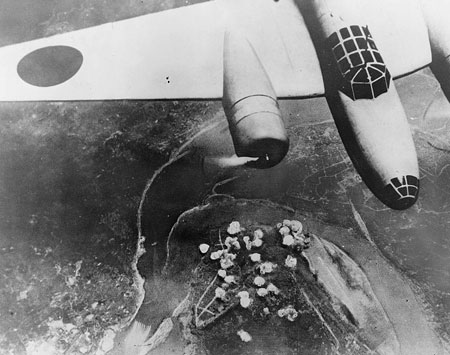
Un Ki-21 lors d'un bombardement de Chongqing le 16 juin 1940.

L'emploi du Ki-21 démarra à l'automne 1938 lors de la seconde guerre sino-japonaise. Il fut utilisé contre les soviétiques à la bataille de Halhin Gol en 1939, puis lors de toutes les opérations de l'armée de terre impériale, notamment l'invasion de la Thaïlande, la bataille de Malaisie et la campagne de Birmanie.

## Variantes
- Ki-21-Ia
- Ki-21-Ib : 120 exemplaires
- Ki-21-Ic : 160 exemplaires
- KI-21-IIa : 590 exemplaires
- Ki-21-IIb ; 688 exemplaires